# Medvácz Lajos
Medvácz Lajos (Balassagyarmat, 1951. október 10. –) 2006 és 2019 között Balassagyarmat polgármestere.
1993 óta tagja a Fidesznek, 1995–2001 között a Fidesz – Magyar Polgári Párt balassagyarmati elnöke volt. 1990-től Balassagyarmat Város Önkormányzata Képviselő-testületének tagja (2002–2004 kivételével), 2006-tól 2019-ig polgármester.
Továbbá ő a Magyar Népművelők Egyesületének, a Strandegyletnek és a Balassagyarmati Fotókörnek alapító tagja.

## Élete
Régi balassagyarmati iparos családból származik. Érettségi után raktárosként, szerszámkészítőként, minőségellenőrként dolgozott a Vasértnél, a Fémipari Vállalatnál, illetve a Kábelgyárban. 1978-tól a Mikszáth Kálmán Művelődési Központban dolgozott reklámosként, klubvezetőként, majd népművelőként. Művelődésszervezői végzettség után kulturális menedzserként diplomázott 1998-ban. 1993-óta az intézmény igazgatója. 1993–2003 között a Városi Televízió főszerkesztője.
Aktív sportoló, résztvevője volt a testvérvárosi kapcsolatok ápolását célzó embert próbáló, 11 országot érintő nonstop triatlon 8607 kilométeres távjának teljesítésében, a város 15 fős csapatával. Ennek állomásain adták át a 2011. évi testvérvárosi találkozóra szóló személyes meghívókat a város nevében. Útjuk közben, Castel Gandolfoban fogadta őt XVI. Benedek pápa is, akinek ajándékba a pápa szülőföldjéről vitt anyaföldet.
2019 nyarán bejelentette, hogy az őszi önkormányzati választásokat követően visszavonul a politikai pályafutástól. A 2006-tól 2019-ig tartó kinevezésével Medvácz Lajos lett Balassagyarmat legtovább regnáló polgármestere, megelőzve Horváth Sándort, aki 1927 és 1939 között volt a város vezetője.

## Családja
Nős, feleségével közösen két lányuk van.